# Johanna Sturm
Johanna "Hanna" Sturm (Klimpuh, 28. veljače 1891. – Zagreb,9. ožujka 1984.) sindikalistica, borkinja za radnička i ljudska prava u Gradišću. 

## Životopis
Rodila se u mjestu Klimpuhu (mađ. Kelénpatak, njem. Klingenbach), tada Mađarska, u siromašnoj ruralnoj sredini gradišćanskih Hrvata, kao drugo dijete siromašanog stolara. Imala je tri brata. Jedan od njih, Julius, već je s osam godina radio kao većina djece u selu u toj dobi dvanaest sati dnevno. Hanna je pohađala školu samo dvije zime, od listopada do ožujka, jer roditelji nisu imali novca, a u Mađarskoj tada nije bilo obveznog obrazovanja. U dobi od osam godina počela je raditi u polju, da bi kasnije radila kao sobarica.
Kad joj je bilo deset godina njen otac je potplatio javnog bilježnika da ju piše kao dvije godine stariju, jer je samo tako mogla raditi u šećerani u Šundrofu (Schattendorf). 1907. ide sa svojim bratom Juliusom u Beč gdje radi kod jedne češke obitelji. Glava ove obitelji je bio u sindikatu, te joj je našao posao u tvrtki Jute AG u Floridsdorf kraj Beča. Tu je prvi puta došla u dodir s radničkim pokretom te se 15. ožujka 1908. pridružuje Socijaldemokratskoj partiji kada je prvi puta uči pisati i čitati.
1911. je u Beču bio opći štrajk radnika. Na velikim prosvjedu marširala je i Hanna. Policija je energično djelovala protiv štrajkaša i uhitila Hannu jer je dijelila letke. Radi sudjelovanja na prosvjedu dobila je otkaz u Jute AG-u, i tako ostala bez posla.
Nakon rođenja prve kćeri Terezije 1912. godine, kao samohrana majka proživljava teškoće i diskriminaciju. Tijekom Prvog svjetskog rata radila je u ratnoj industriji u Blumauu kraj Felixdorfa, da bi u kolovozu 1916. bila optužena i uhićena za sabotažu - jer je punila čahure pijeskom umjesto bezdimnim barutom - i izvedena pred pravosuđe. Nakon dugog pritvora puštena je na slobodu zbog nedostatka dokaza. Hanna je redovito slala zarađen novac svojoj majci Anni, koja se brinula za njezine dvije kćerke. No, 1919. umire njezina druga kći Relli (rođena 1915.), u njezinoj odsutnosti u bolnici u Beču. Strašna vijest jako je pogodila Hannu Sturm. S krajem Prvog svjetskog rata i otac njene dvoje djece se vodio kao nestao. 1918. nakon raspada Austro-Ugarske, Hanna je morala napustiti Austriju kao mađarska državljanka. Otada je podržavala djelatnost komunističke stranke u Mađarskoj.

## Dokumentarni film
Život Hanne Sturm je prikazan u dokumentarnom filmu "Život vrijedan življenja". U filmu je prikazan njen aktivistički put borkinje za radnička prava što ju je dovelo u zatvor i nacističke logore. Bila je zatvorena ukupno 11 godina tijekom kojih je preživjela mučenja (injekcije benzina u koljena, zabijanje čavala), izgladnjivanje, teški fizički rad i naposljetku marš smrti. Najviše je vremena provela u radnom logoru Ravensbrück pod optužbom za politički (komunistički) otpor.